# Narodni parki v Alžiriji
Alžirski narodni parki so bili ustanovljeni na predlog gozdarske službe z ukazom generalnega guvernerja z dne 17. februarja 1921 z namenom varovanja gozdov botaničnega pomena z namenom turističnega razvoja koloniziranih območij. Na podlagi te stare uredbe je bilo leta 1929 ustanovljenih trinajst parkov s skupno površino 276 km², ki so sledili cedrovemu gozdu Theniet El Had na začetnih 1500 hektarih.
Alžirija ima trenutno 11 narodnih parkov, kjer ni zaščitena samo favna in flora, ampak tudi speleološka območja, po posodobitvi prejšnjih predpisov z odloki št. 72-168 z dne 26. julija 1972 (Tassili), sprejetimi v skladu z odlokom št. 67-281 z dne 20. decembra 1967 o izkopavanjih in varstvu zgodovinskih in naravnih krajev in spomenikov ter št. 83-458 in naslednjih z dne 23. julija 1983 o določitvi standardnega statusa narodnih parkov in pokriva več njih; medtem ko so uredbe št. 83-116 in naslednje z dne 5. februarja 1983 zadevale lovne rezervate Djelfa, Mascara in Tlemcen.
Vsakršno rudarjenje, izkoriščanje nafte in energije ter lov so strogo prepovedani. Če so v teoriji ti parki zaščiteni, je v resnici povsem drugače. Tako je bil narodni park El-Kala delno uničen zaradi gradnje nove alžirske avtoceste vzhod-zahod. Enako velja za druge parke, ki so slabo vzdrževani in nepoudarjeni. Alžirski narodni parki se med seboj zelo razlikujejo tako po podnebju kot tudi po naravnih virih, ki jih varujejo.
Medtem ko je narodni park El-Kala na skrajnem severu države z blagim sredozemskim podnebjem, je park Tassili na skrajnem jugu s saharskim podnebjem.
Kulturni park Tassili je od leta 1982 UNESCO uvrstil na seznam svetovne dediščine.

## Seznam narodnih parkov
| Ime                                                      | Ustanovljen | Površina [km²] | Opis | Mednarodni status          | Zemljevid | Slika |  |
| -------------------------------------------------------- | ----------- | -------------- | --- | -------------------------- | --------- | ----- |  |
| Park kulture Ahaggar do 2011 narodni park                | 1987        | 44.670 km²     | Kulturni park Ahaggar (prej nacionalni park Ahaggar do februarja 20111) je alžirski nacionalni park, ki se nahaja v wilayi Tamanrasset na skrajnem jugu Alžirije. S svojimi 633.887 km22 je drugi največji narodni park v Alžiriji, park zavetja masiv Ahagar. Neprecenljivo arheološko in zgodovinsko bogastvo je dom arheoloških najdišč, starih od 600.000 do 1 milijon let. | IUCN II                    |           |       |  |
| الحظيرة الوطنية بلزمة Narodni park Belezma               | 1984        | 262,5 km²      | provinca Batna Narodni park Belezma (arabsko: الحظيرة الوطنية بلزمة) je v vilaji Batna na severovzhodu Alžirije. Gora Belezma, je impozanten masiv z razgibanim reliefom, z zelo ozkimi dolinami in vrhovi, ki segajo do 2136 m (djebel Tichaou) in 2178 m (djebel Refaâ), predstavlja začetek gorovja Aurès. | IUCN II Biosferni rezervat |           |       |  |
| Narodni park Chréa                                       | 1983        | 266 km²        | Park je južno od mesta Chréa (skoraj 1500 m). Le približno 60 km od glavnega mesta Alžir. | IUCN II Biosferni rezervat |           |       |  |
| الحديقة الوطنية جرجرة Narodni park Djurdjura             | 1983        | 185,5 km²      | Narodni park Djurdjura (v arabščini: الحديقة الوطنية جرجرة, v berberščini: Urti Aɣelnaw n Ǧeṛǧeṛ, ⵓⵔⵜⵉ ⴰⵖⵍⵏⴰⵡ ⵏ ⴵ ⵕⴵⵕ) je v vilaji Bouira, v Kabiliji, na severu Alžirije. V parku so prostrani gozdovi, soteske in brezna, kjer živi zelo bogat živalski svet. Park je tudi biosferni rezervat, ki ga UNESCO priznava od leta 1997 | IUCN II Biosferni rezervat |           |       |  |
| Narodni park El Kala                                     | 1983        | 800 km²        | Narodni park El-Kala (arabsko: الحديقة الوطنية القالة‎) je v bližini mesta El Kala v vilaji El-Tarf na severovzhodu Alžirije. Ustanovljen leta 1983, na severu meji na Sredozemsko morje, na vzhodu pa na tunizijsko mejo. Je dom številnih jezer in edinstvenega ekosistema v sredozemskem bazenu. Park je UNESCO leta 1990 uvrstil med biosferne rezervate. | IUCN II Biosferni rezervat |           |       |  |
| Narodni park Gouraya                                     | 1984        | 32 km²         | Narodni park Gouraya (v berberščini: ⵓⵔⵜⵉ ⴰⵖⵍⵏⴰⵡ ⵏ ⴳⵓⵔⴰⵢⴰ, Urti Aɣelnaw n Guraya; v arabščini: الحديقة الوطنية قورا يا) je v vilaji Béjaïa v Kabiliji, na severu Alžirije in na robu Sredozemlje. Letno sprejme okoli 1.200.000 obiskovalcev, predvsem v poletnem času. Njegove peščene plaže, pečine in kristalno čista voda prispevajo k njegovi privlačnosti. Hrib Gouraya s svojimi 660 m dominira nad parkom. Flora in favna sta raznolika, vključno z berberskim makakom in zlatim šakalom, ki živita v gozdovih parka. Unesco je park leta 2004 uvrstil med biosferne rezervate.                      | IUCN II Biosferni rezervat |           |       |  |
| Park kulture Tassili n'Ajjer (prej narodni park Tassili) | 1972        | 138.000 km²    | Kulturni park Tassili (do leta 2011 narodni park Tassili) je v bližini mesta Djanet, v vilaji Illizi, na jugu Alžirije. Je največji park v Alžiriji. Vključuje velik del masiva Tassili n'Ajjer, Erg Admer in Tadrart Rouge. Človeška posest regije sega več kot 10.000 let nazaj, ko so neolitski ljudje tavali po njej ter lovili in nabirali. UNESCO ga je od leta 1982 uvrstil med svetovno dediščino, od leta 1986 pa med biosferne rezervate. Po številu skalnih risb je vodilno mesto v svetovnem merilu. V parku je tudi dolina Iherir, ki je od 2. februarja 2001 razvrščena kot ramsarsko območje. | IUCN II Biosferni rezervat |           |       |  |
| Narodni park Taza                                        | 1985        | 37,2 km²       | Narodni park Taza (arabsko: الحظيرة الوطنية لتازة) jw nahaja v vilaji Jijel, na severu Alžirije, na robu Sredozemskega morja. Najbolj znan po svojih jamah, je dom velikih peščenih plaž ter brezen in pečin. Park je UNESCO leta 2004 priznal kot biosferni rezervat. | IUCN II                    |           |       |  |
| Narodni park Theniet El Had                              | 1983        | 34,25 km²      | Narodni park Theniet El Had (arabsko: الحديقة الوطنية ثنية الحد‎) je v bližini mesta Theniet El Had v vilaji Tissemsilt v severozahodni Alžiriji, v središču Telskega Atlasa in na južni meji veliki masiv Ouarsenis. S svojimi 3425 ha je ta park dom prostranih gozdov atlaških ceder (Cedrus atlantica) ter zelo raznolike flore in favne. Ponuja tudi možnost pohodništva. | IUCN II                    |           |       |  |
| Narodni park Tlemcen                                     | 1993        | 82,25 km²      | Narodni park Tlemcen (arabsko: الحديقة الوطنية تلمسان‎) je v vilaji Tlemcen na severozahodu Alžirije. Je eden najnovejših nacionalnih parkov v Alžiriji. Poleg gozdov Ifri, Zariffet in Aïn Fezza ter slapov in klifov El-Ourit je dom pomembnih arheoloških in speleoloških najdišč kot tudi ruševine Mansoure in mošeje Sidi Boumediene. | IUCN II Biosferni rezervat |           |       |  |
| Narodni park Djebel Aissa                                | 2003        | 244 km²        | Narodni park Djebel Aissa (arabsko: الحظيرة الوطنية لجبل عيسى) je v zahodni Alžiriji, v vilaji Naâma. Nastal je leta 2003. Je posebnega pomena za ohranjanje ekosistema regije Zahodnega višavja, ki ga ogrožata dezertifikacija in pojav zamuljenja. | IUCN II                    |           |       |  |